# Елементи симетрії
Елементи симетрії (рос.элементы симметрии, англ. elements of symmetry) — 
- у кристалографії — допоміжні геометричні елементи (точки, прямі і площини), за допомогою яких характеризується симетрія кристалу. До них належать: осі симетрії, площини симетрії, інверсійні осі, центр інверсії, вектори трансляції (ґвинтові осі й площини ковзного відбиття) для нескінченних фігур (кристалічних структур).
- Оператор, що перетворює певний об'єкт (математичний чи матеріальний) тотожно самого в себе. Основними елементами є вісь симетрії Сn, площина симетрії m та центр симетрії. Осі можуть бути різного порядку n залежно від кута θ, на який треба повернути молекулу, щоб її нове та вихідне зображення співпали. Порядок осі визначається так: n = 360/θ (n   повинно бути цілим числом), напр., якщо θ = 60°, то n = 360/60 = 6, тобто маємо вісь шостого порядку С6, як у бензенi. Центр симетрії є в фулеренах.
- Геометричне місце точок (точка, лінія, площина), відносно яких здійснюються операції симетрії.